# Hieracium chamaeadenium
Hieracium chamaeadenium es una especie de planta con flor del género Hieracium, de la familia Asteraceae, orden Asterales.

## Distribución
Hieracium chamaeadenium se distribuye por la República Checa.

## Taxonomía
Fue descrita científicamente por Oborny & Zahn. Fue publicada en Verh. Naturf. Vereins Brünn 44: 68 (1905).